# 八里代天府奉天宮
八里代天府奉天宮，位於新北市八里區，祀奉五府千歲。

## 歷史
1978年時，由彰化縣福興鄉皇天宮分靈至新北市八里區，隨後加上吳府千歲等其他王爺，五王爺由10人輪流每人每年擲杯任爐主，當時於在觀音山下先修置五王爺小廟供八里鄉農魚鄉民朝拜。並於1990年，遷至現址，面對七星山及大屯山及正面淡水河（今之左岸公園），右側關渡橋鄰近關渡廟。現今八里奉天宮仍再擴建中。

## 外部連結
- 八里代天府奉天宮 （页面存档备份，存于）